# Agárrame ese fantasma
Hold That Ghost (1941) es una película del género comedia/terror, protagonizada por Bud Abbott y Lou Costello y dirigida por Arthur Lubin.

## Argumento
Chuck Murray (Bud Abbott) y Ferdie Jones (Lou Costello) son dos empleados que trabajan en una estación de gasolina a los que se les presenta la oportunidad de servir mesas en Chez Glamour, un club nocturno de primera clase. Pero en su primera noche trabajando ahí, causan problemas y son despedidos, sólo para terminar trabajando de nuevo en la gasolinera, cuando un gánster llamado "Moose " Matson (William Davidson) lleva su coche para su reparación. Chuck y Ferdie acaban metidos en una persecución con la policía, durante la cual el gánster cae muerto por los disparos, y a través de una extraña cláusula en su testamento donde lega a favor de los que estén con él en el momento de su muerte, Chuck y Ferdie heredan su taberna.
El abogado a cargo de la voluntad del mafioso organiza un viaje para llevarlos a la taberna rural, a la que llegan durante una fuerte tormenta, pero el conductor los abandona a ellos y a los demás pasajeros... en una mansión "embrujada".

## Reparto
| Actor                   | Personaje        |
| ----------------------- | ---------------- |
| Bud Abbott              | Chuck Murray     |
| Lou Costello            | Ferdinand Jones  |
| Richard Carlson         | Doctor Jackson   |
| Joan Davis              | Camille Brewster |
| Evelyn Ankers           | Norma Lind       |
| Marc Lawrence           | Charlie Smith    |
| Mischa Auer             | Gregory          |
| Shemp Howard            | Soda Jerk        |
| Russell Hicks           | Bannister        |
| William Davidson        | Moose Matson     |
| Ted Lewis y su orquesta | Ellos mismos     |
| Las hermanas Andrews    | Ellas mismas     |
| Harry Hayden            | Jenkins          |

## Enlaces
- Oficial sitio web Abbott and Costello

- Hold That Ghost en AllMovie (en inglés).

- Datos: Q603067